# Cryptantha taltalensis
Cryptantha taltalensis är en strävbladig växtart som beskrevs av Ivan Murray Johnston. Cryptantha taltalensis ingår i släktet Cryptantha, och familjen strävbladiga växter. Inga underarter finns listade i Catalogue of Life.